# مؤسسة إديوكيت ناو

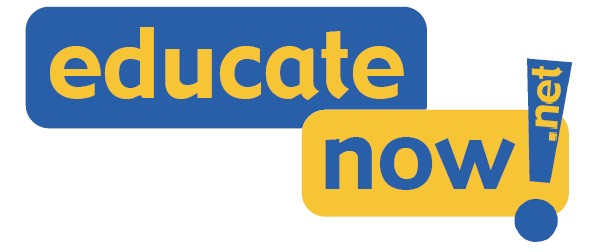
شعار إديوكيت ناو.

مؤسسة إديوكيت ناو (Educate Now) هي مؤسسة لإصلاح التعليم لا تهدف إلى الربح تأسست عام 2008 وتتخذ من نيو أورليانز في لويزيانا مقرًا لها. ومؤسستها هي المدافعة عن إصلاح التعليم والعضو السابق في مجلس التعليم الابتدائي والثانوي في الولاية السيدة ليزلي جاكوبس. وقد كانت السيدة جاكوبس من المخططين الرئيسيين لمقاطعة مدارس استعادة مستويات الأداء (Recovery School District) في لويزيانا، وهي عضو سابق في مجلس مدرسة أبرشية أورليانز (Orleans Parish School Board).
وتركز المنظمة بشكل رئيسي على دعم وتحسين التنظيم والتطوير الرئيسي لنظام المدارس العامة في نيو أورليانز الذي كان فاشلاً فيما مضى. وتعد مؤسسة إديوكيت ناو (Educate Now) داعمًا لإدارة المدارس غير المركزية، بما في ذلك توسيع مدارس الامتياز التي يتم تمويلها من القطاع العام، وتعد قياسات الأداء مكونات رئيسية لإصلاح المدارس العامة.
وبالإضافة إلى دورها الداعم، فإن مؤسسة إديوكيت ناو تمثل كذلك مصدرًا للمعلومات فيما يتعلق بأداء المدارس وسياسة التعليم، مع التركيز على إلقاء الضوء على الوسائل الإبداعية والفعالة لتحسين وتسهيل إصلاح المدارس. وقد أصبحت إديوكيت ناو (Educate NOW)! أداة مفيدة توفر المعلومات المتعمقة فيما يتعلق بالتعليم مثل إدارة المدارس والمنشآت والأمور الأكاديمية والتسجيل. وبالإضافة إلى توفير أحدث الأخبار، فإن الموقع يحتوي كذلك على أرشيف مكثف من المقالات ذات الصلة.

## معلومات تاريخية
بدأت مؤسسة إديوكيت ناو في أكتوبر من عام 2008 على يد مؤسستها ليزلي جاكوبس. وبالإضافة إلى السيدة ليزلي، فإن مؤسسة إديوكيت ناو تفخر كذلك بوجود مجموعة متنوعة من قادة التعليم والأعمال والمجتمع في شكل مجلس استشاري لها.

## المهمة المحددة للمؤسسة
المهمة التي تحددها مؤسسة إديوكيت ناو لنفسها هي:
- توفير معلومات حالية وشاملة حول إصلاح التعليم في نيو أورليانز
- توفير الدعم البرمجي لعمليات إصلاح التعليم الجاري تنفيذها بالفعل في نيو أورليانز
- الدعوة للمدارس العامة غير المركزية المتميزة بالجودة العالية لكل الطلاب في نيو أورليانز

## العمليات الحالية
توفر مؤسسة إديوكيت ناو أحدث المعلومات حول أداء المدارس والتخطيط للمنشآت وسياسة التعليم. وبالإضافة إلى ذلك، يحتوي موقع الويب على تعليق من السيدة جاكوبس على نتائج الأداء والسياسات وتقدم عمليات الإصلاح الجاري تنفيذها. كما يتاح كذلك دليل لأولياء الأمور لاختيار المدارس وارتباطات للوصول إلى معلومات حول التسجيل للمدارس العامة المتاحة للتسجيل بها في مختلف أرجاء لويزيانا عبر الإنترنت وبتنسيق PDF.
وبالتنسيق مع توفير مقاصة مناسبة لتبادل بيانات اختبار برنامج التقييم التعليمي في لويزيانا (LEAP) الذي تديره ولاية لويزيانا، يقوم موقع إديوكيت ناو (Educate Now) بنشر التحليل الخاص بها لنتائج أداء المدارس ونتائج اختبارات الطلبة. والمشاركة في موقع إديوكيت ناو مجانية ومفتوحة للعامة، وتوفر للعضو تحديثات عبر النشرات الإخبارية وتعليق المفكرة الخاص بالسيدة جاكوبس وتنبيهات إجراءات السياسة.

## المجلس الاستشاري
يتكون المجلس الحالي من:
- أرنولد بيكر، الرئيس - بيكر ريدي ميكش وبيلدينج ماتيريالز (Baker Ready Mix and Building Materials)
- مات كادلر، المدير التنفيذي - نيو سكولز فور نيو أورليانز (New Schools for New Orleans)
- مايك كووان، المدير التنفيذي - كومون جود (Common Good)
- دانيال دافيليير، الرئيس - غرفة التجارة السوداء الإقليمية في نيو أورليانز
- نيك جروس، محلل تطوير الأعمال - Greater New Orleans, Inc.
- كيرا أورانج جونز، المدير التنفيذي - جريتر نيو أورليانز تيتش فور أمريكا (Greater New Orleans Teach for America)
- شانون جونز، المدير التنفيذي - معهد كوين (Cowen) لمبادرات التعليم العام، جامعة تولين
- جاي لابيري، الرئيس – مجلس الأعمال في نيو أوريانز ورئيس Laitram, LLC
- ناش مولفاس، مساعد المدير – معهد كوين (Cowen) لمبادرات التعليم العام، جامعة تولين
- د. براين ريدلينجر، المدير التنفيذي – مركز قيادة المدارس في نيو أورليانز الكبرى
- كارولين رويمر، المدير التنفيذي – جمعية مدرسة امتياز لوس أنجلوس العامة (The LA Public Charter School Association)
- نولان في رولينز، الرئيس – العصبة الحضرية لنيو أورليانز الكبرى (Urban League of Greater New Orleans)
- سارة نيويل أوسدين، مؤسس - نيو سكولز فور نيو أورليانز (New Schools for New Orleans)
- جينا وارنر، المدير التنفيذي – شراكة ما بعد الدارسة لنيو أورليانز الكبرى (Afterschool Partnership for Greater New Orleans)

## وصلات خارجية
- الموقع الرسمي